# Fernando Tiscareño
Fernando Tiscareño González (nacido el 12 de agosto de 1945 en Ciudad Juárez, Chihuahua ) es un exjugador de baloncesto mexicano que compitió en los Juegos Olímpicos de Verano de 1968; además, participó en Juegos Panamericanos y Juegos Centroamericanos y del Caribe. 

## Reconocimientos
El 20 de mayo de 2019 se nombró en su honor, un gimnasio municipal en Ciudad Juárez.